# Лазарев, Владислав Борисович
Владислав Борисович Лазарев (25 июля 1929 года, с. Реутово Московской области — 19 сентября 1994 года, Москва) — российский учёный-химик, доктор химических наук, специалист в области химии твёрдого тела, академик Российской академии наук.

## Биография
- Окончил физический факультет МГУ в 1952 году.
- С 1954 года работал в Институте общей и неорганической химии АН СССР и РАН[1].
- В 1958 году защитил диссертацию кандидата химических наук.
- В 1968 году защитил диссертацию доктора химических наук.
- 15 декабря 1990 избран членом-корреспондентом АН СССР.
- 31 марта 1994 избран академиком Российской академии наук.

Похоронен на Ваганьковском кладбище.

## Награды, премии
- Государственная премия СССР в области науки (1981)
- Премия Совета Министров СССР (1987)[3]